# Pierre Jaïn

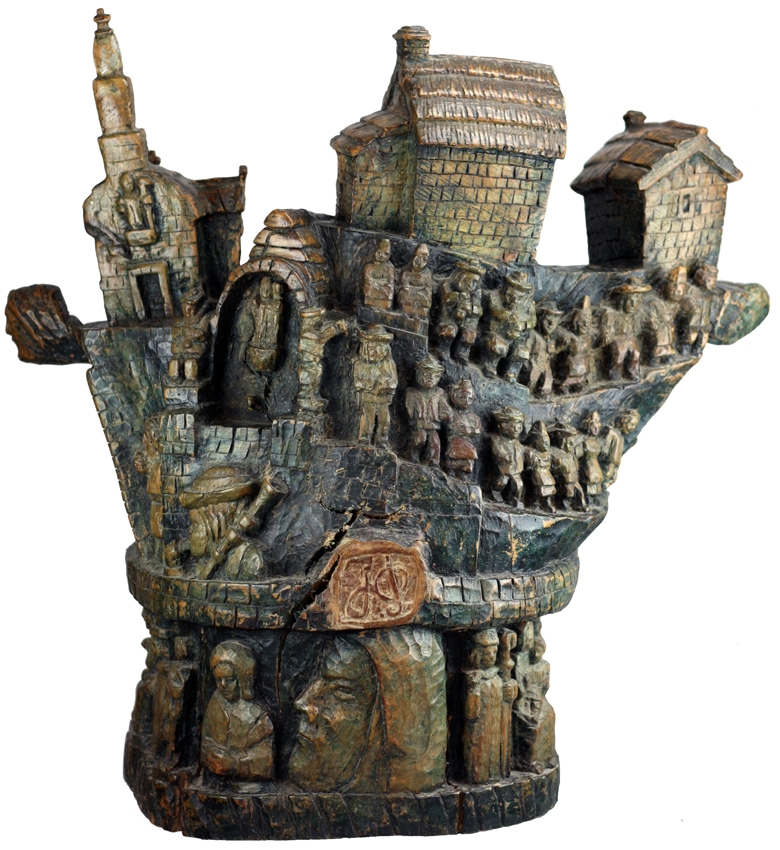
Pierre Jaïn, Le village breton, entre 1956 et 1962, souche d’arbre sculptée et teintée, signée « JP », 63 x 64 cm, collection particulière.

Pierre Jaïn, né le 22 mars 1904 à Kerlaz (Finistère) et mort le 21 novembre 1967 à Douarnenez, est un sculpteur autodidacte d'art brut français sur bois, pierre et os. Son œuvre est classée à la Collection de l'art brut de Lausanne.

## Biographie
Pierre Jaïn est né le 22 mars 1904 au village de Kerioré-Izella à Kerlaz dans le Sud-Finistère dans une famille catholique de cultivateurs bretonnants, cinquième rejeton d’une phratrie de huit enfants. À l’âge de sept ans, une fracture de la cheville mal soignée retarde sa scolarité, brève et mal vécue. En 1931, son père décède accidentellement. Il lui succède à la tête de la ferme familiale.
Mobilisé en 1939, envoyé sur le front dans les environs de Nancy, il est victime en mars 1940 d’un grave accident de la circulation. Les deux jambes brisées, il échoue en zone libre à l’hôpital d’Albi (Tarn). Convalescent, il se découvre des dispositions pour le dessin et la sculpture de petits objets.
De retour à Kerlaz, il reprend l’exploitation de sa ferme mais diminué par les séquelles de son accident et chagriné par le décès de sa sœur Marie, il prend sa retraite anticipée en 1950. Il se retire à « Ty-Névez » (« maison neuve » en breton), aménagée au bout du corps de ferme, lieu de son futur atelier et de son « musée ». Désœuvré et solitaire, il pratique le glanage, sculpte le bois, la pierre et l’os puis aménage un jardin insolite où il joue une musique « bruitiste » sur une batterie de percussions métalliques.
Frappé en juin 1966 par une sérieuse crise d’hallucinations, il est interné un an à l’hôpital psychiatrique de Quimper. De retour brièvement à son domicile, il s’éteint le 21 novembre 1967 à l’âge de 63 ans

## Œuvre
Les 300 œuvres inventoriées sur bois, pierre et os s'inspirent de l'art populaire breton et des images tirés de ses livres d'histoire, d'histoire de l'art, d'astronomie ou d'anthropologie. Esthétiquement naïves, elles font de Pierre Jaïn, par les nombreux critères sociologiques qui le caractérisent (isolement social, handicap, maladie) un auteur brut à part entière.
Très imprégné par les légendes et les croyances de son pays, c'est un créateur mystique et visionnaire.
En poursuivant le projet utopique d’un savoir universel (préhistoire, histoire, personnages historiques, religion, civilisation bretonne, ethnies africaines, astronomie, cryptozoologie...) il a donné naissance à une véritable « encyclopédie sauvage ».

## Pierre Jaïn et la Collection de l'art brut
Le docteur Pierre Maunoury (alias le peintre et écrivain Joinul), médecin-chef à l'hôpital psychiatrique de Quimper dans les années 1960, fait découvrir l’œuvre de Pierre Jaïn à Jean Dubuffet en 1964. Le Dr Maunoury est connu pour ses recherches autour des créateurs bruts Emmanuel le Calligraphe, François Le Goff et René Le Bedeau. 
Au moment de son hospitalisation, Pierre Jaïn donne plusieurs de ses sculptures à son médecin, le Dr Maunoury, qui les cède à son tour à la Compagnie de l'art brut en novembre 1967 à la suite du décès du sculpteur. La Collection de l'art brut à Lausanne conserve 17 créations de Pierre Jaïn dont plusieurs os sculptés polychromes et une étonnante souche sculptée, la « Bataille de Verdun ».